# Ceradenia warmingii
Ceradenia warmingii là một loài dương xỉ trong họ Polypodiaceae. Loài này được Labiak mô tả khoa học đầu tiên năm 2000.
Danh pháp khoa học của loài này chưa được làm sáng tỏ. 